# Giovanni Maria Bertini
No confondre’l amb el filòsof Giovanni Maria Bertini (1818–1876).
Giovanni Maria Bertini (Barcelona, 2 de novembre de 1900 - Torí, 23 de gener de 1995) fou un romanista i hispanista italià.

## Vida
Nascut a Barcelona, hi visqué fins als 13 anys quan tornà a Itàlia. A Torí estudià filosofia i lletres i s'ordenà sacerdot (1942). La seva tesi doctoral fou sobre l'Arcipreste de Hita (1923). Fou professor de la Universitat Torí de 1938 a 1975; i també a altres universitats norditalianes com Venècia.
El 1946 va fundar la revista Quaderni Ibero-Americani. Publicà estudis sobre literatura catalana, sobretot medieval, però fou especialista en literatura espanyola, que edità i estudià (Sta. Teresa d'Àvila, Juan de la Cruz, Baltasar Gracián, Cervantes, etc.).
Es publicaren dos reculls dels seus estudis Studi di ispanistica (1973) i Ensayos de literatura espiritual comparada hispano-italiana. Siglos XV-XVII (1980).
Fou membre corresponent de l'Acadèmia de Bones Lletres de Barcelona (1942) i de l'Institut d'Estudis Catalans (1966).

## Obra
- Saggio sul “Libro de Buen Amor” dell Arcipreste de Hita. Torí 1927
- (editor) Santa Teresa di Avila, Torí 1928
- (editor) Cervantes, Novelle esemplari, Torí 1931
- La rivoluzione spagnuola, Milà 1933
- La poesia di Raimondo Lull, 1934
- (editor) Tirso de Molina, El Condenado por desconfiado, Torí 1938
- Studi e ricerche ispaniche, Milà 1939
- Fiore di romanze spagnole, Mòdena 1939, 1946
- Contributo a un repertorio bibliografico italiano di letteratura spagnuola 1890-1940, Florència 1941
- Testimonianze di spiritualità italiana in Catalogna, 1942
- (editor) Antologia di poeti spagnoli contemporanei, Torí 1943
- (editor) Poesie spagnole del Seicento, Torí 1946
- (editor i traductor) S. Giovanni della Croce, Poesie, Milà 1952
- (traductor) Ángel Valbuena Prat, Storia della letteratura spagnola, Torí 1961
- (editor) Leo Spitzer, Cinque saggi di ispanistica, Torí 1962
- (editor) P. Fray Gracián de la Madre de Dios, Peregrinación de Anastasio, Barcelona 1966
- (amb C. Acutis) La Romanza spagnola in Italia, Torí 1970
- (editor) Testi rinascimentali di spiritualità spagnoli e italiani, Torí 1970
- (editor) Testi spagnoli del secolo XV, 1950 Torí 1971
- Studi di ispanistica, Torí 1973
- (amb Maria Assunta Pelazza) Ensayos de literatura espiritual comparada hispano-italiana. Siglos XV-XVII, Torí 1980